# NGC 3905
NGC 3905 é uma galáxia espiral barrada (SBbc) localizada na direcção da constelação de Crater. Possui uma declinação de -09° 43' 44" e uma ascensão recta de 11 horas, 49 minutos e 04,9 segundos.
A galáxia NGC 3905 foi descoberta em 1880 por -.